# Лоне, Луи де
Луи́ де Лоне́ (фр. Louis de Launay; 19 июля 1860, Париж — 30 июня 1938, там же) — французский геолог, спелеолог, горный инженер, преподаватель, журналист, биограф и поэт.

## Биография
Родился в семье фотографа Альфонса де Лоне (фр.). Начальное и среднее образование получил в Лицее Кондорсе. Затем сначала окончил три курса Политехнической школы Парижа, а в 1881 году поступил в Горную школу Парижа, где изучал науки о Земле.
С 1885 года работал горным инженером в Мулене, с 1889 года — в Дижоне, и в том же году был назначен профессором кафедры практической геологии в Высшей горной школе в Париже. В этом учреждении он работал до своей отставки в 1935 году, став в 1889 году заведующим кафедрой практической геологии. Параллельно преподавал в Школе политических наук (фр.) в звании профессора и был также профессором геологии, палеонтологии и минералогии в Национальной школе мостов и дорог.
В 1895 году был нанят Французским южноафриканским банком (фр.) в качестве инженера-консультанта разработки месторождений золота и алмазов в Южной Африке. В 1912 году был избран членом Академии наук, с 1904 по 1919 год редактировал журнал «La Nature» (фр.). В 1921 году стал членом Академии сельского хозяйства. В 1920 году возглавил горнорудную компанию «Compagnie des mines de la Grand’Combe». В 1931 году назначен генеральным инспектором шахт 1-го класса и получил поручение руководить работами по составлению геологической карты Франции (фр.); в том же году награждён орденом Почётного легиона.
Похоронен на кладбище Пер-Лашез.

## Издания
Работы де Лоне посвящены главным образом практической геологии и полезным ископаемым. Наибольшей известностью пользовалось его сочинение (совместно с Эдмоном Фуксом): «Gîtes minéraux et métallifères» (Париж, 1893), а также работа «La science géologique» (Париж, 1905). Ввёл термин «металлогения».
Также его перу принадлежит несколько крупных биографических работ о французских учёных, ряд стихотворений, несколько работ по истории, этнографии и политологии.

## Семья
В 1896 году женился на Маргарите Корню, дочери физика Альфреда Корню. У них было трое детей:
- Пьер (1897 — 23.04.1917)
- Антуанетта (род. 1899), супруга Пьера-Эжена Фурнье (фр.)
- Соланж, (род. 1901), супруга Жака Ренуара (фр. Jacques Renouard)